# リエージュ〜バストーニュ〜リエージュ2010
リエージュ〜バストーニュ〜リエージュ2010(Liège-Bastogne-Liège 2010)は、リエージュ〜バストーニュ〜リエージュ(HIS)の96回目のレース。2010年4月25日に行われた。

## 出場チーム
- チーム・サクソバンク
- オメガファーマ・ロット
- チーム・スカイ
- フランセーズ・デ・ジュー
- ガーミン・トランジションズ
- ラボバンク
- BMC・レーシングチーム
- アスタナ
- チーム・ミルラム
- アンドローニ・ジョカットーリ
- Bbox ブイグテレコム
- アクア & サポーネ
- ラントバウクレディート

- ケス・デパーニュ
- チーム・カチューシャ
- ランプレ・ファルネーゼ・ヴィーニ
- エウスカルテル・エウスカディ
- クイックステップ
- Ag2r・ラ・モンディアル
- サーヴェロ・テストチーム
- コフィディス
- チーム・レディオシャック
- チーム・HTC - コロンビア
- リクイガス・ドイモ
- トップスポート・フラーンデレン＝メルカトル

## レース展開
序盤から7人が先行、100km地点過ぎで1人が加わって8人の逃げとなった。メイン集団からはイェンス・フォイクト（チーム・サクソバンク）やマキシム・モンフォール（チーム・HTC - コロンビア）などが抜け出しを試みるがうまくいかず、残り38km地点で全ての逃げが吸収されてレースは振り出しに。残り20km地点からのコート・ド・ラ・ロッシュ・オ・フォーコンの上りで2連覇を狙うアンディ・シュレク（チーム・サクソバンク）とフィリップ・ジルベール（オメガファーマ・ロット）の2人が抜け出し、さらにアルベルト・コンタドール（アスタナ）が追走、一気にスリリングな展開となる。その後、一旦レースが落ち着きかけた残り17km地点でアレクサンドル・ヴィノクロフ（アスタナ）がアタック、アレクサンドル・コロブネフ（チーム・カチューシャ）が反応し2人の逃げに。遅れてアレハンドロ・バルベルデ（ケス・デパーニュ）、カデル・エヴァンス（BMC・レーシングチーム）、ジルベールの3人が追走するも、2人には追いつけず。最後は残り500m地点でのヴィノクロフのスパートにコロブネフが付いて行けず、ヴィノクロフが単独でゴール、5年ぶり2回目の優勝を果たした。コロブネフは6秒差の2位。3位争いはサン・ニコラの上りでジルベールが一旦抜け出すも、結局追いつかれ、最後は3人のスプリント勝負をバルベルデが制して表彰台の最後の一角を勝ち取った。アンディは1分07秒遅れの6位だった。

## 結果
リエージュからアンスまでの261km
|    | 選手名                       | 国籍           | チーム                       | 時間          |
| -- | ---------------------------- | -------------- | ---------------------------- | ------------- |
| 1  | アレクサンドル・ヴィノクロフ | カザフスタン   | アスタナ                     | 6時間37分49秒 |
| 2  | アレクサンドル・コロブネフ   | ロシア         | チーム・カチューシャ         | +06秒         |
| 3  | アレハンドロ・バルベルデ     | スペイン       | ケス・デパーニュ             | +1分04秒      |
| 4  | フィリップ・ジルベール       | ベルギー       | オメガファーマ・ロット       | 同            |
| 5  | カデル・エヴァンス           | オーストラリア | BMC・レーシングチーム        | 同            |
| 6  | アンディ・シュレク           | ルクセンブルク | チーム・サクソバンク         | +1分07秒      |
| 7  | イゴール・アントン           | スペイン       | エウスカルテル・エウスカディ | 同            |
| 8  | クリス・ホーナー             | アメリカ合衆国 | チーム・レディオシャック     | 同            |
| 9  | フランク・シュレク           | ルクセンブルク | チーム・サクソバンク         | 同            |
| 10 | アルベルト・コンタドール     | スペイン       | アスタナ                     | 同            |